# Mali Skočaj
Mali Skočaj es un pueblo ubicado en el municipio de Bihać, en el cantón de Una-Sana, Bosnia y Herzegovina.

## Superficie
Posee una superficie de 15,50 kilómetros cuadrados.

## Demografía
Hasta 2013 la población era de 22 habitantes, con una densidad de población de 1,4 habitantes por kilómetro cuadrado.